# Кашиїк
Кашиїк (англ. Kashyyyk) — вигадана планета у всесвіті Зоряних війн. Вона населена розумною гуманоїдною расою вукі, які живуть в будинках, побудованих на великих деревах. Величезну частину Кашиїка займають ліси гігантських дерев з мульти-екосистем, але є також і рівнини, моря та острови.
Ця планета показана у фільмі «Помста ситхів», відеоіграх Star Wars: Knights of the Old Republic та Lego Star Wars.